# منتخب ويلز لكرة السلة
منتخب ويلز لكرة السلة هو ممثل ويلز الرسمي في المنافسات الدولية في كرة السلة. ينتمي إلى منطقة الاتحاد الأوروبي لكرة السلة. انضم إلى الاتحاد الدولي لكرة السلة في عام 1956.